# 2015–2016-os magyar női kézilabdakupa

## Eredmények

### 1. forduló
Az első fordulóban 8 csapat vett részt.
| 2015. szeptember 22. 19:00 | Inárcs-Örkény KC | 29-22  | Szentendrei NKE | Huszka Hermina Általános Iskola, Örkény Nézőszám: 50 Játékvezetők: Bíró, Kiss |
| 2015. szeptember 22. 19:00 | Horváth A. 7     | (17-9) | Virág 11        | Huszka Hermina Általános Iskola, Örkény Nézőszám: 50 Játékvezetők: Bíró, Kiss |
| 2015. szeptember 22. 19:00 | 3× 2×            |        | 1× 2×           | Huszka Hermina Általános Iskola, Örkény Nézőszám: 50 Játékvezetők: Bíró, Kiss |

| 2015. szeptember 23. 18:00 | K. Szeged SE | 15-32 | Szeged KKSE | Városi Stadion, Szeged Nézőszám: 100 Játékvezetők: Haraszti, Nachtmann |
| 2015. szeptember 23. 18:00 | (7-15)       |       |             | Városi Stadion, Szeged Nézőszám: 100 Játékvezetők: Haraszti, Nachtmann |
| 2015. szeptember 23. 18:00 |              |       |             | Városi Stadion, Szeged Nézőszám: 100 Játékvezetők: Haraszti, Nachtmann |

| 2015. szeptember 23. 18:30 | Szigetszentmiklós NKSE | 23-39   | Szent István SE | Tököl Sportcsarnok, Tököl Nézőszám: 50 Játékvezetők: Budai-Bock, Simon |
| 2015. szeptember 23. 18:30 | Balika, Mátrai 5       | (14-18) | Reith 8         | Tököl Sportcsarnok, Tököl Nézőszám: 50 Játékvezetők: Budai-Bock, Simon |
| 2015. szeptember 23. 18:30 | 3× 3× 1×               |         | 6× 3×           | Tököl Sportcsarnok, Tököl Nézőszám: 50 Játékvezetők: Budai-Bock, Simon |

| 2015. szeptember 23. 18:30 | Gyömrő VSK | 34-25   | Kecskeméti NKSE | Ignácz Ilona Sportcsarnok, Gyömrő Nézőszám: 50 Játékvezetők: Hantos, Rózsahegyi |
| 2015. szeptember 23. 18:30 | Hegedűs 11 | (14-15) | Palotás 6       | Ignácz Ilona Sportcsarnok, Gyömrő Nézőszám: 50 Játékvezetők: Hantos, Rózsahegyi |
| 2015. szeptember 23. 18:30 | 5× 1×      |         | 4× 3×           | Ignácz Ilona Sportcsarnok, Gyömrő Nézőszám: 50 Játékvezetők: Hantos, Rózsahegyi |

### 2. forduló
A második fordulóban 32 csapat vesz részt.
| 2015. október 7. 18:00 | Szombathelyi KKA | 39-24   | VKL SE Győr | Egyetemi Sportcsarnok, Szombathely Nézőszám: 250 Játékvezetők: Fábián, Földesi |
| 2015. október 7. 18:00 | Szendrei 10      | (20-10) | Gogolová 7  | Egyetemi Sportcsarnok, Szombathely Nézőszám: 250 Játékvezetők: Fábián, Földesi |
| 2015. október 7. 18:00 | 1× 4×            |         | 5× 4×       | Egyetemi Sportcsarnok, Szombathely Nézőszám: 250 Játékvezetők: Fábián, Földesi |